# Hymenorchis papuana
Hymenorchis papuana – gatunek niewielkiego (1,8-6,5 cm wysokości) storczyka o żółtawych kwiatach z rodzaju Hymenorchis opisany w 2019 roku przez dr hab. Martę Kolanowską i dr. Sławomira Nowaka na podstawie okazu ze zbiorów Uniwersytetu Bazylejskiego. Występuje na Papui-Nowej Gwinei.

## Systematyka
Gatunek sklasyfikowany do podplemienia Aeridinae w plemieniu Vandeae, podrodzina epidendronowe (‘’ Epidendroideae’’), rodzina storczykowate (Orchidaceae), rząd szparagowce (Asparagales) w obrębie roślin jednoliściennych.